# Stazione di West Hampstead Thameslink
La stazione di West Hampstead Thameslink è una stazione ferroviaria posta sulla linea Londra-Leeds a servizio di West Hampstead, quartiere del borgo londinese di Camden.

## Movimento
L'impianto è servito da treni della rete del Thameslink, svolti da Govia Thameslink Railway.